# Rainer Haedrich
Rainer Haedrich (* 26. Februar 1943 in Demmin; † 12. Juli 1998) war ein deutscher Politiker (CDU) und Landrat des Landkreises Uecker-Randow.
Rainer Haedrich war Initiator der Euroregion Pomerania und in seiner Zeit als Landrat des Uecker-Randow-Kreises von 1994 bis 1997 Präsident des Kommunalgemeinschaft Europaregion POMERANIA e.V.
1998 nahm er sich das Leben.